# Falls (fleuve de Nouvelle-Zélande)
Pour les articles homonymes, voir Falls.
Le fleuve Falls  (en anglais : Falls River) est un cours d’eau de la région de Tasman dans l’Île du Sud de la Nouvelle-Zélande.  

## Géographie
Il prend naissance dans la chaîne de Pikikiruna Range près du Mont Evans et s’écoule vers le nord-est puis vers l’est à travers le parc national Abel Tasman jusqu'à la Baie de Tasman, au niveau de  Sandfly Bay.
Le fleuve est dénommé à cause de son dénivelé de plus de 1 000 mètres en dix kilomètres.